# Anumeta denotata
Anumeta denotata är en fjärilsart som beskrevs av W. Warren 1913. Anumeta denotata ingår i släktet Anumeta och familjen nattflyn. Inga underarter finns listade i Catalogue of Life.